# Julija Domna
Julija Domna (latinsko Iulia Domna), * ok. 170, † 217
Julija je bila žena cesarja Septimija Severja in mati cesarjev Gete in Karakale. Vse življenje je bila zelo vplivna.
Tako kot njena sestra Julija Maesa je bila tudi Julija Domna hči Julija Basijana, duhovnika boga sonca Elagabalus, zavetnika mesta Emesa v rimski provinci Sirija
Konec 180-ih se je Julija Domna poročila s Septimijem Severjem. Po zgodbi jo je Sever, takratni guverner Lugdunske Galije, izrecno prosil, da bi postala njegova žena, čeprav je ni poznal niti njene družine. To je storil, ker se je zanašal na horoskop, ki je napovedoval, da bo Julija Domna kraljica. Iz te poroke sta se rodila sinova Karakala (188) in Geta (189).
Ko je Septimij Sever leta 193 postal cesar in se odpravil v vojno proti Pesceniju Nigerju in Klodiju Albinu, je Julija Domna spremljala svojega moža v vojno. Nato so se pojavili kovanci z napisom -{mater castrorum}- (v grobem prevodu: "mati vojaških taborov"), ki se je nanašal na Julijo Domno. Julija Domna je že od zgodnjih dni nosila naziv Avgusta.
Kot cesarica je bila Julija Domna pogosto tarča spletk in je v njih tudi sama sodelovala. Kljub temu je cesar še vedno popolnoma zaupal svoji ženi in jo je vzel s seboj, ko se je bojeval v Britaniji leta 208. Ko je Septimij Sever umrl leta 211, je Julija Domna v Yorku poskušala spraviti svoja sinova Karakalo in Geto. Skupaj sta postala cesarja, v skladu z očetovo odločitvijo v njegovi oporoki. Vendar jima to ni bila všeč in kmalu je Karakala dal Geto ubiti.
Med Karakalovo vladavino so bili njegovi odnosi z Julijo Domno zapleteni. Najverjetneje zato, ker je bil v bratomor vpleten sam cesar. Vendar pa je Julija Domna spremljala Karakalo v vojnah proti Partom leta 217. Med tem potovanjem je bil Karakala umorjen. Ko je to slišala, je Julia Domna storila samomor. Kasneje je bila pobožanjena (deificirana).